# Solbjerg Kirke (Frederiksberg)
 For alternative betydninger, se Solbjerg Kirke. (Se også artikler, som begynder med Solbjerg Kirke)
Solbjerg Kirke ligger på Howitzvej i Frederiksberg Kommune.

## Historie
Kirkens arkitekt var Kristoffer Varming. Kirken er en af de 16, som Københavns Stiftsråd har anbefalet lukket.

## Interiør
Udsmykningen mellem vinduerne er af Bodil Kaalund og forestiller gamle kristne symboler.
- Kirkerummet
- Kirkerummet
- Kirkerummet set fra alteret
- Udsmykning mellem vinduer

### Alter
Alterbilledet forestiller Himmelfarten, og er malet af Bodil Kaalund.
- Alter

### Prædikestol
- Prædikestol

### Døbefont
- Døbefont

### Orgel
- Orgelfacade

### Kirkeskib
En særdeles fornemt udført model af Skoleskibet København, som i 1920'erne har gået for at være verdens største sejlskib. Skoleskibet København var en femmastet bark, bygget i 1921 i Leith til Det Østasiatiske Kompagni. Skibet forsvandt i december 1928 undervejs fra Buenos Aires til Adelaide sammen med den 60 mand store besætning. Der er lavet ca. 35 modeller af Skoleskibet København, som i øvrigt også har prydet julemærket i 1922, hvoraf den største og fornemste model netop er den i Solbjerg Kirke.

### Literatur
- Storbyens virkeliggjorte længsler ved Anne-Mette Gravgaard. Kirkerne i København og på Frederiksberg 1860-1940. Foreningen til Gamle Bygningers Bevaring 2001. ISBN 87-87546-18-3

## Eksterne kilder og henvisninger
- Solbjerg Kirke hos KortTilKirken.dk